# Józef Maciąg
Józef Maciąg, ps. Wala, Nash (ur. 29 kwietnia 1914 w Višegradzie, zm. 11 grudnia 1943 w Suka) – kapitan Wojska Polskiego, uczestnik II wojny światowej, spadochroniarz Akcji Kontynentalnej, dowódca polskiego oddziału partyzanckiego w Jugosławii, kawaler Orderu Virtuti Militari.

## Życiorys
Był synem Michała Maciąga, żołnierza I wojny światowej i Chorwatki Rozalii Dokić; brat malarza Ludwika Maciąga. Wychowywał się w Białej Podlaskiej. Na stopień podporucznika został mianowany ze starszeństwem z 15 października 1936 i 54. lokatą w korpusie oficerów piechoty. W marcu 1939 pełnił służbę w 34 pułku piechoty w Białej Podlaskiej na stanowisku dowódcy plutonu 3 kompanii strzeleckiej.
W szeregach 34 pułku piechoty walczył w kampanii wrześniowej. Walczył pod Kockiem i w obronie Brześcia. Po kampanii wrześniowej działał w ramach tworzącego się Państwa Podziemnego. Zmuszony do opuszczenia kraju, przedostał się przez Rumunię, Węgry i Jugosławię do Mandatu Palestyny, gdzie zaciągnął się do Samodzielnej Brygady Strzelców Karpackich. W 1943 roku jako agent brytyjskiej Special Operations Executive po przeszkoleniu w ramach Akcji Kontynentalnej został zrzucony 15 czerwca 1943 roku na Homalijskiej Planinie we wschodniej Serbii, gdzie organizował szlak kurierski Rumunia – Jugosławia – Albania, walczył w partyzantce, organizował polski oddział partyzancki działający u boku Czetników i miał wspierać łączność rządu londyńskiego z Polską. Łącznie zorganizowano z przebywających wśród Czetników Polaków kompanię. Początkowo oddział miał być zorganizowany i przygotowany do ewakuacji po lądowaniu Aliantów w Jugosławii, a od jesieni miał pozwolenie na działalność partyzancką.
Maciąg poległ w walce 11 grudnia 1943 roku we wsi Suka, w gminie Podvidača wraz z członkami brytyjskiej misji wojskowej, gdy Czetnicy wskazali jego siedzibę Niemcom. Pochowany na Wojskowym Cmentarzu Angielskim w Belgradzie.
Pośmiertnie został odznaczony Krzyżem Srebrnym Orderu Virtuti Militari nr 8525.